# Valencourt (cheval)
Pour les articles homonymes, voir Valencourt.
Valencourt (né en 1877 à l'élevage de Théophile Lallouet à Montigny) est un étalon trotteur, fils du raceur Niger. Il obtient le premier prix des étalons trotteurs lors de l'Exposition universelle de Paris en 1889. 

## Histoire
Valencourt naît en 1877 dans l'élevage de Théophile Lallouet, situé à Montigny, dans la Sarthe. 
Durant sa saison de course de 3 ans, il gagne 15 445 francs et atteint une réduction kilométrique de 1'49" au haras du Pin. Sa saison de 4 ans est encore plus fructueuse, avec 18 230 f de gains, et une réduction kilométrique de 1'45" à Caen. Sa saison de 5 ans, en 1882, se conclut sur 3 675 f et une réduction kilométrique de 1'45" à Vincennes. ; il est alors acheté par les Haras nationaux. Ses gains totaux sont de 37 350 f. 
En 1889, il décroche le premier prix des étalons trotteurs lors de l'exposition universelle de Paris, devant l'étalon Harley.

## Origines
Valencourt est un fils de Niger, l'un des étalons fondateurs de la race du trotteur français. Sa mère, Alphérie, est une fille du Pur-sang Fitz Pantaloon,.
Il provient donc d'un croisement entre Pur-sang et Trotteur Norfolk, type de croisement fréquent chez les chevaux trotteurs de la seconde moitié du XIXe siècle.

## Hommage
Ce cheval est cité dans un poème en hommage à l'éleveur Théophile Lallouet : 
De ses chevaux toujours
Grandes sont les ressources.
Depuis que Valencourt au Derby de Rouen
Fut presque le premier auprès de Vert Galant,
[...]